# Рабат, Эстеве
Эстеве «Тито» Рабат Бергада (исп. Esteve Rabat Bergada; род. 25 мая 1989, Барселона, Испания) — испанский мотогонщик, чемпион мира по шоссейно-кольцевым мотогонкам серии MotoGP в классе Moto2 (2014). В сезоне 2016 года выступает в классе MotoGP за команду «EG 0,0 Marc VDS» под номером 53.

## Биография
Профессиональная карьера Эстеве Рабата началась в 2005 году, когда он принял участие в Гран-При Валенсии по вайлд-кард с командой «Queroseno Honda BQR».
Прорыв Рабата состоялся в ходе сезона 2013 года. Открывающее сезон Гран-При Катара Эстеве завершил на 9-м месте. На втором этапе календаря, Гран-При Америк, Рабат впервые в своей карьере поднялся на подиум, заняв второе место. В следующей гонке, в Испании, Тито завоевал свой первый поул, опередив своих соперников более чем на 0,4 секунды. В самой же гонке испанец лидировал от начала до конца, выиграв на финише более четыре секунды у Скотта Реддинга. Добавив к этому еще две победы в течение сезона (в Индианаполисе и Малайзии), Тито в общем зачете занял третье место.
На сезон 2014 Тито перешел к бельгийской команды «Marc VDS Racing Team». Здесь он получил в свое распоряжение мотоцикл Kalex Moto2, а его напарником стал ветеран MotoGP финн Мика Каллио. В первых трех гонках сезона Эстов одержал две победы (в Катаре и Аргентине) и одно второе место (Гран-При Америк). Это позволило ему захватить лидерство в общем зачете. В целом же в первой половине сезона испанец выиграл 4 гонки из 9-ти, что позволило оторваться в общем зачете от основного конкурента, Каллио, на 19 очков. В его контракте с «Marc VDS Racing Team» была интересная опция: если бы он выиграл чемпионат, то смог бы свободно перейти в класс MotoGP, подписав контракт с любой командой. Однако он решил отказаться от этого, взамен подписав новое соглашение для выступлений в классе Moto2 на следующий сезон.
К середине сезона результаты Тито ухудшились, чем воспользовался Каллио, который по итогам десятого Гран-При сезона в Индианаполисе сократил свое отставание всего до 7 очков. Однако, после этого, Рабат выдал серию из трех побед подряд (в Чехии, Великобритании и Сан Марино). Это деморализовало финна, который эти этапы закончил на втором месте. Следующие три гонки Эстов финишировал на подиуме, и, на предпоследней гонке сезона в Малайзии ему достаточно было финишировать на 7-м месте, чтобы досрочно стать чемпионом мира. Он перевыполнил план, приехав третьим. Всего в сезоне испанец одержал 7 побед, 14 раз оказывался на подиуме, набрав 346 очков. Количество набранных очков стала рекордной для среднего класса.
Победу в чемпионате Эстов посвятил своей маме, которая, по его словам, «отдала очень много энергии, чтобы этот день наступил».
На сезон 2015 Тито остался с командой в Moto2, став первым гонщиком в истории класса, который после победы в Moto2 не перешел в категорию MotoGP. Перед началом чемпионата он сменил свой гоночный номер с «53» на «1». Начало сезона оказался для испанца неудачным — в Катаре он не доехал до финиша, в Америке закончил гонку только 4-м, а в Аргентине приехал лишь 12-м. По итогам трех первых этапов он занимал в общем зачете только 11-е место с отставанием от лидера, Йоан Зарко в 36 очков. Для защиты чемпионского звания Тито был обязан демонстрировать высокие результаты, поэтому после первых неудач выдал успешную серии из 5 подиумных финишей подряд, одержав в том числе победу на Гран-При Италии. Это вывело его на 2-е место общего зачета, однако, на его несчастье, Зарко тоже не собирался отказываться от своих чемпионских амбиций, демонстрируя высокие результаты. Два следующих Гран-При стали ключевыми для решения судьбы чемпионства — в Германии Тито не финишировал, а в Индианаполисе был лишь 4-м. Это опустило его в общем зачете на 3-е место, а отставание от лидера составило уже 74 очка, для отыгрыша которых осталось всего 8 гонок. И хотя в следующих 4 гонках Эстов финишировал на подиуме, одержав вторую победу в сезоне на Гран-При Арагона, этого оказалось достаточным лишь для возврата второго места в общем зачете. Получив травму на тренировке перед Гран-При Японии, Тито не смог принять в нем участие, досрочно сложив полномочия чемпиона мира. Пропустив две следующие гонки, Рабат опустился в общем зачете на 3-е место, и, хотя он и выиграл последнюю гонку в Валенсии, этого оказалось недостаточно для возвращения даже на вторую строчку общего зачета.
В середине сезона 2015 Тито получил предложение от своей команды перейти в класс MotoGP и откликнулся на нее. Он занял место Скотта Реддинга и получил в свое распоряжение мотоцикл Honda RC213V в заводской комплектации. Впервые Тито сел за его руль после окончания Гран-При Арагона-2015, проехав 60 тестовых кругов.